# 20.000 leghe sub mări (film din 1997 produs de Hallmark)
20,000 Leagues Under the Sea (1997) este un film SF regizat de Michael Anderson cu Richard Crenna, Ben Cross, Julie Cox și Paul Gross în rolurile principale. Coloana sonoră originală este compusă de John Scott. Filmul se bazează pe romanul lui Jules Verne - Douăzeci de mii de leghe sub mări.

## Actori
- Richard Crenna este Profesorul Aronnax
- Ben Cross este Căpitanul Nemo
- Julie Cox este Sophie
- Paul Gross este Ned
- Michael Jayston este amiral John E. Sellings
- Jeff Harding este cpt. Michael Farragut
- David Henry este cpt. Scotia
- James Vaughan este Tatăl
- Susannah Fellows este Mama
- Joshua Brody este Copilul